# Paratrigona lineata
Paratrigona lineata är en biart som först beskrevs av Amédée Louis Michel Lepeletier 1836.  Paratrigona lineata ingår i släktet Paratrigona och familjen långtungebin. Inga underarter finns listade i Catalogue of Life.